# Amiri Baraka
Pour les articles homonymes, voir Baraka.
Everett LeRoi Jones connu sous le pseudonyme d'Amiri Baraka est né le 7 octobre 1934 à Newark (New Jersey) et mort dans la même ville le 9 janvier 2014, est un dramaturge, romancier, nouvelliste, poète, essayiste, éditeur et professeur d'université américain.
Il est le fondateur du Black Arts Movement. À l'avant-garde d'une forme d'esthétique engagée, Amiri Baraka s'est fait le chantre d'une esthétique afro-américaine émancipée de l'hégémonie des canons de la culture occidentale.

## Biographie

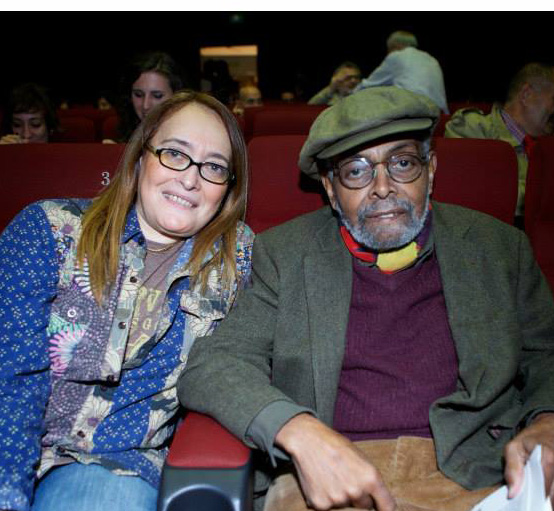
Amiri Baraka avec Caterina Davinio en 2013.

### Jeunesse et formation
Everett LeRoi Jones dit Amiri Baraka,, est le fils de Coyt Leverette Jones, un chauffeur livreur de l'United States Postal Service, et d'Anna Lois (née Russ) Jones, une travailleuse sociale qui avait fait des études universitaires à l'Université Fisk de Nashville, études qu'elle a interrompues pour se marier. Il a une sœur cadette Sandra Elaine Jones. Everett a grandi dans des quartiers mixtes, il s'est fait des camarades de diverses origines européennes, Italiens comme Irlandais. Dès l'école primaire, il montre une curiosité littéraire, jeune il dévore les œuvres de Charles Dickens et de Rudyard Kipling, et comme le rapporte son père lors d'une interview « Il lisait tout ce qui lui tombait sous la main ». Alors qu'il n'a que huit ans, ses parents le surprennent à réciter par cœur le Discours de Gettysburg prononcée par le président Abraham Lincoln en 1863. Élève particulièrement doué, il surprend ses enseignants par ses remarques et son imagination débordante. Il fait ses études secondaires à la Barringer High School (en) un établissement non ségrégué de Newark. I+l écrit plusieurs nouvelles pour le journal de l'établissement et finit brillamment ses études secondaires à seulement l'âge de seize ans. Durant ses études secondaires, il découvre le Jazz et commence des études de trompette pour imiter son idole Miles Davis, mais découragé par un enseignement centré sur la musique classique, il abandonne ses études musicales, choses qu'il regrettera plus tard. Son dossier scolaire lui permet d'obtenir une bourse d'études et d'être accepté par plusieurs universités, il choisira la plus proche, l'Université Rutgers de Newark. En 1952, se sentant isolé en tant qu'Afro-Américain dans cette université qu'il juge « trop blanche » il demande à être transféré à l'Université Howard située à Washington (district de Columbia) qui l'accepte. Pour la première fois de sa vie, Everett LeRoi Jones quitte le foyer familial.
À Howard, il étudie la philosophie, la littérature et la religion, il y obtiendra en 1954 son Bachelor of Arts (licence) option littérature anglaise.
Jones rejoint en 1954 l'US Air Force, atteignant le grade de sergent. Une lettre anonyme ayant dénoncé ses convictions communistes supposées à ses supérieurs, il reçoit un blâme pour violation de son serment militaire, et est affecté aux cuisines.
Il reprend des études universitaires à l'université Columbia où il soutient avec succès un Master of Arts (mastère 2) de philosophie et à la New School for Social Research où obtient un Master of Arts de littérature de langue allemande,,,.

### Carrière
La même année, il quitte l'armée et se rend à Greenwich Village, le quartier « bohème » de New York, où il découvre le jazz et le mouvement des poètes de la "Beat Generation", comme Allen Ginsberg, Frank O’Hara, Gilbert Sorrentino et Charles Olson, qui influencent grandement son propre travail poétique et dramatique, Jones devient l'un des dandys les plus notoires du quartier. En 1958, il fonde la maison d'édition Totem Press, qui publie les travaux d'icônes de la Beat Generation, telles que Jack Kerouac et Allen Ginsberg. Cette année est également celle de son mariage avec Hettie Cohen Jones, avec qui il coéditera jusqu'en 1963 le magazine littéraire Yugen,.
En 1960, il se rend à Cuba, une visite qui fait de lui un artiste beaucoup plus engagé politiquement. Il publie en 1961 Preface to a Twenty Volume Suicide Note (Préface à une Note de Suicide en 20 Volumes), suivi en 1963 de Blues People: Negro Music in White America (Le Peuple du Blues : une musique noire dans une Amérique blanche), qui reste encore aujourd'hui considéré comme l'un des travaux critiques les plus influents au sujet du Blues et du Jazz.
En 1964, Jones remporte un grand succès avec sa pièce de théâtre Dutchman (Le Métro fantôme), qui lui vaut un Obie Award.
À la suite de l'assassinat de Malcolm X en 1965, Jones rompt avec les poètes Beat, quitte sa femme et leurs deux enfants et part vivre dans le quartier noir new-yorkais de Harlem, rejoignant le mouvement du nationalisme noir.
Dans la foulée, il crée le Black Arts Movement avec l'ouverture du Black Arts Repertory Theater à Harlem en 1965, qui est le pendant culturel, esthétique du mouvement politique du Black Panther Party,,.
En 1966, Jones épouse en secondes noces la poète Sylvia Robinson, qui va devenir Amina Baraka (en), lorsqu'il changera son nom, l'année suivante, pour le patronyme africain Imamu Amear Baraka, puis Amiri Baraka.
Devenu en 1967 professeur à l'université d'État de San Francisco, il est arrêté en 1968 à Newark pour port d'arme illégal et résistance à l'autorité, au cours d'une des émeutes qui suivent le meurtre de Martin Luther King. Condamné à 3 ans de prison ferme, il est finalement acquitté en appel.
Sa plus grande contribution au mouvement du Black Power est l'ouvrage Le Peuple du Blues (Blues People), où il développe la thèse révolutionnaire que l'évolution du statut des Afro-Américains a trouvé un écho dans les modifications de la musique afro-américaine. Sa lecture sociale et politique du blues et du jazz a eu une influence très importante dans le domaine des Popular Music Studies.
À titre de professeur invité, il enseigne la culture et la littérature afro-américaines à l'université Columbia, puis est un temps professeur à temps plein à l'université Rutgers. En 1987, il participe avec Toni Morrison et Maya Angelou à la cérémonie à la mémoire de James Baldwin. En 1998, il incarne le personnage de Rastaman dans le film Bulworth de Warren Beatty. Il reçoit de nombreux honneurs et distinctions : il devient notamment en 2001 un des membres de l'Académie américaine des arts et des lettres.

### Vie personnelle
Le 13 octobre 1958, il épouse Hettie Cohen Jones, le couple divorce en août 1965, de leur union naissent deux filles Kellie Elisabeth et Lisa Victoria Chapman.
En août 1966, il épouse Sylvia Robinson qui prend le nom de Bibi Amina Baraka, de leur union naissent cinq enfants Dbalaji Malik Ali, Ras Jua Al Aziz, Shani Isis, Amiri Seku et Ahi Mwenge.
Il décède des suites de complications post-opératoires au Beth Israel Medical Center de Newark, le 9 janvier 2014, où il était hospitalisé depuis le 21 décembre 2013,,,,,.

### Archives
Les archives d'Amiri Baraka sont déposées et consultables à la bibliothèque de l'université de Syracuse et à la bibliothèque de l'université George Washington (district de Columbia).

## Œuvres

### Recueils de poésies
- (en-US) Preface to a Twenty Volume Suicide Note, Totem/Corinth, 1961, rééd. 1 août 1968), 48 p. (ISBN 9780870910487),
- (en-US) The Dead Lecturer, Grove Press, octobre 1964, 76 p. (ISBN 9780394172477),
- (en-US) Reggae or Not, Contact II Publications, 28 août 1981, 22 p. (ISBN 9780936556048),
- (en-US) Wise, Why's, Y's: The Griot's Song Djeli Ya, Third World Press, 1 février 1994, rééd. 1 décembre 1995, 132 p. (ISBN 9780883780473),
- (en-US) Funk Lore, Littoral Books, 1er novembre 1996, 119 p. (ISBN 9781557132963),
- (en-US) Somebody Blew Up America and Other Poems, House of Nehesi, 31 décembre 2003, rééd. 1 décembre 2007, 56 p. (ISBN 9780913441725),
- (en-US) Un Poco Low Coup, Ishmael Reed Publishing Company, 31 juillet 2004, 23 p. (ISBN 9780918408365),
- (en-US) The Book of Monk, John LeBow, 2006, 41 p. (OCLC 225409317).

### Théâtre
- (en-US) Dutchman & The Slave, Harper Perennial, 1964, rééd. 1 janvier 1971, 96 p. (ISBN 9780688210847, lire en ligne),
- (en-US) The Baptism & The Toilet, Grove/Atlantic, Incorporated, 1967, 62 p. (ISBN 9780394172538),
- (en-US) Slave Ship, éditeur inconnu, 1967, 13 p. (OCLC 702329824),
- (en-US) Four Black revolutionary plays : all praises to the Black man, Bobbs-Merrill Company, 1969, 108 p. (ISBN 9780714530055, lire en ligne),
- (en-US) The Sidney Poet Heroical, in 29 scenes, Reed International Books, 1er janvier 1979, 106 p. (ISBN 9780918408129),

### Romans et recueils de nouvelles
- (en-US) The System of Dante's Hell, Akashic Books, 1 janvier 1965, rééd. 16 février 2016, 160 p. (ISBN 9781617753961),
- (en-US) Tales, Akashic Books, 1967, rééd. 16 février 2016, 150 p. (ISBN 9781617753954),
- (en-US) Tales of the Out and the Gone, Akashic Books, 1 janvier 1968, rééd. 1 décembre 2009, 221 p. (ISBN 9781933354125)

### Essais
- (en-US) Blues People: Negro Music in White America, Harper Perennial, 1963, rééd. 1999, 256 p. (ISBN 9780688184742, lire en ligne),
- (en-US) Home: Social Essays, Ecco Press, 30 novembre 1965, rééd. 1 décembre 1998, 252 p. (ISBN 9780880015721),
- (en-US) Black Music, Akashic Books, 1966, rééd. 1 janvier 2010, 226 p. (ISBN 9781933354934, lire en ligne),
- (en-US) In Our Terribleness : Some Elements and Meaning in Black Style, Bobbs-Merrill Company, 1970, 186 p. (ISBN 9780672508752),
- (en-US) Daggers and Javelins: Essays, 1974-1979, William Morrow & Company, 1er janvier 1984, 342 p. (ISBN 9780688034320, lire en ligne),
- (en-US) The Music: Reflections On Jazz And Blues, William Morrow & Company, 1er avril 1987, 332 p. (ISBN 9780688043889),
- (en-US) The Essence of Reparations, House of Nehesi, août 2003, rééd. 1 juin 2007, 44 p. (ISBN 9780913441923),
- (en-US) Razor, Third World Press, 1 novembre 2008, rééd. 28 avril 2011, 300 p. (ISBN 9780883783009),

### Autobiographie
- (en-US) The Autobiography Of Le Roi Jones/Amiri Baraka, Freundlich Books / Scribner, 1er janvier 1984, 344 p. (ISBN 9780881910001, lire en ligne),

### Compilations et anthologies de ses œuvres
- (en-US) Black Magic: Sabotage, Target Study, Black Art; Collected Poetry, 1961-1967, Bobbs-Merrill Co, 1969, 225 p. (ISBN 9780672506178),
- (en-US) Raise, Race, Rays, Raze: Essays Since 1965, University Place Book Shop, 1er décembre 1971, 169 p. (ISBN 9780685770573),
- (en-US) The motion of history, and other plays, William Morrow & Co, 1er janvier 1978, 225 p. (ISBN 9780688082727, lire en ligne),
- (en-US) Selected Poetry of Amiri Baraka/Leroi Jones., William Morrow & Co, 1er janvier 1979, 340 p. (ISBN 9780688084967),
- (en-US) Selected Plays and Prose of Amiri Baraka/LeRoi Jones, William Morrow & Co, 1er octobre 1979, 292 p. (ISBN 9780688084950, lire en ligne),
- (en-US) The LeRoi Jones/Amiri Baraka Reader, Thunder's Mouth Press, 31 juillet 1991, 548 p. (ISBN 9781560250067, lire en ligne),
- (en-US) Eulogies, Marsilio Publishers, octobre 1996, 180 p. (ISBN 9781568860077),
- (en-US) Amiri Baraka & Greg Tate (dir.), The Fiction of Leroi Jones/Amiri Baraka, Lawrence Hill Books, janvier 2000, 462 p. (ISBN 9781556523533, lire en ligne),
- (en-US) Digging: The Afro-American Soul of American Classical Music, University of California Press, 1 juin 2001, rééd. 26 mai 2009, 436 p. (ISBN 9780520257153),
- (en-US) Paul Vangelisti (dir.), S O S: Poems, 1961-2013, Grove Press, 3 février 2015, 560 p. (ISBN 9780802123350),

### Anthologies
- (en-US) LeRoi Jones (dir.), The Moderns: An Anthology of New Writing in America, Corinth Books, 28 janvier 1963, 317 p. (ISBN 9780870910463, lire en ligne),
- (en-US) Amiri Baraka &  Larry Neal, Black Fire: An Anthology of Afro-American Writing, Black Classic Press, 1969, rééd. 5 avril 2007, 692 p. (ISBN 9781574780390, lire en ligne),
- (en-US) Amiri Baraka, Amina Baraka (dir.), Anthology of African American Women: Confirmation Men, William Morrow & Co, 1er janvier 1983, 428 p. (ISBN 9780688015824, lire en ligne),

### Traductions française
- Le peuple du blues [« Blues People: Negro Music in White America »], Gallimard, coll. « Folio », 14 octobre 1997, 333 p. (ISBN 9782070403448)

## Prix et distinctions
- 1965 : boursier de la fondation John-Simon-Guggenheim[28],
- Juillet 2002 / juillet 2003 : nomination à charge de Poète lauréat du New Jersey (en), cette nomination fut controversée à la suite de la lecture publique du poème Somebody Blew Up America reprenant des thèses antisémites et complotistes sur les attentats du 11 septembre 2001 qui ont frappé le World Trade Center. Le gouverneur du New Jersey, James McGreevey lui demande sa démission, Amiri Baraka se maintient à sa charge, n'ayant pas pu trouver de moyens juridiques pour le pousser à la démission, le New Jersey a mis fin à la nomination d'un Poète lauréat de son État[29],[30],[31].

### Notices dans des encyclopédies et manuels de références
- (en-US) Michael W. Williams (dir.), The African American Encyclopedia, volume 1, Cavendish Square Publishing, 1er mai 1993, 295 p. (ISBN 9781854355454, lire en ligne), p. 120-122,
- (en-US) Suzanne Michele Bourgoin (dir.), Encyclopedia Of World Biography, volume 1, Gale Research, 1998, 504 p. (ISBN 9780787622213, lire en ligne), p. 498-499,
- (en-US) R. Kent Rasmussen (dir.), The African American Encyclopedia, volume 1, Cavendish Square Publishing, 1er août 2000, 292 p. (ISBN 9780761472087, lire en ligne), p. 181-183,
- (en-US) Elizabeth H. Oakes (dir.), American Writers, Facts on File, 1er janvier 2004, 433 p. (ISBN 9780816051588, lire en ligne), p. 33-35,
- (en-US) Webster's New Explorer Dictionary of American Writers, Federal Street Press, 1er juin 2004, 545 p. (ISBN 9781892859655, lire en ligne), p. 28-29,
- (en-US) Hans Ostrom (dir.), The Greenwood Encyclopedia of African American Literature, volume 1, Greenwood Press, 1er septembre 2005, 389 p. (ISBN 9780313329722, lire en ligne), p. 90-92,
- (en-US) Jeffrey A. Gray (dir.), The Greenwood Encyclopedia of American Poets and Poetry, volume 1, Greenwood Press, 30 décembre 2005, 357 p. (ISBN 9780313330094, lire en ligne), p. 86-89,
- (en-US) Steven G. Kellman (dir.), Magill's Survey of American Literature, Volume 1: Edward Abbey--Kate Chopin, Salem Press, 1er septembre 2006, 469 p. (ISBN 9781587652868, lire en ligne), p. 167-174,

### Essais
- (en-US) Theodore C. Hudson, From Leroi Jones to Amiri Baraka: The Literary Works, Duke University Press, 1973, 248 p. (ISBN 9780822304739, lire en ligne),
- (en-US) Kimberly W. Benston (dir.), Imamu Amiri Baraka (Leroi Jones): A Collection of Critical Essays, Prentice Hall, 31 décembre 1978, 216 p. (ISBN 9780134513027, lire en ligne),
- (en-US) Lloyd W. Brown, Amiri Baraka, Twayne Publishers, 1er janvier 1980, 180 p. (ISBN 9780805773170, lire en ligne),
- (en-US) William J. Harris, The Poetry and Poetics of Amiri Baraka: The Jazz Aesthetic, University of Missouri Press, 31 décembre 1985, 192 p. (ISBN 9780826204837, lire en ligne),
- (en-US) Bob Bernotas, Amiri Baraka, Chelsea House Publications, 1er mars 1991, 120 p. (ISBN 9780791011171, lire en ligne). ,
- (en-US) Jerry G. Watts, Amiri Baraka: The Politics and Art of a Black Intellectual, New York University Press, 1996, rééd. 1 août 2001, 600 p. (ISBN 9780814793732, lire en ligne),

### Articles

#### Anglophones
- (en-US) William C. Fischer, « The Pre-Revolutionary Writings of Imamu Amiri Baraka », The Massachusetts Review, Vol. 14, No. 2,‎ 1973, p. 259-305 (47 pages) (lire en ligne),
- (en-US) Iris Washington, Phyllis Muhammad & Imamu Amiri Baraka, « An Interview with Imamu Amiri Baraka », Columbia: A Journal of Literature and Art No. 5,‎ 1980, p. 76-86 (11 pages) (lire en ligne),
- (en-US) D. H. Melhem, « Revolution: The Constancy of Change: An Interview with Amiri Baraka », Black American Literature Forum, Vol. 16, No. 3,‎ 1982, p. 87-103 (17 pages) (lire en ligne),
- (en-US) W. D. E. Andrews, « "All Is Permitted": The Poetry of LeRoi Jones/Amiri Baraka », Southwest Review, Vol. 67, No. 2,‎ 1982, p. 197-221 (25 pages) (lire en ligne),
- (en-US) W. D. E. Andrews, « The Marxist Theater of Amiri Baraka », Comparative Drama, Vol. 18, No. 2,‎ 1984, p. 137-161 (25 pages) (lire en ligne),
- (en-US) James A. Miller, « "I Investigate the Sun": Amiri Baraka in the 1980s », Callaloo, No. 26,‎ 1986, p. 184-192 (9 pages) (lire en ligne),
- (en-US) Gerald Early, « The Case of Leroi Jones/Amiri Baraka », Salmagundi, No. 70/71,‎ 1986, p. 343-352 (10 pages) (lire en ligne),
- (en-US) Sandra G. Shannon, « Amiri Baraka on Directing », Black American Literature Forum, Vol. 21, No. 4,‎ 1987, p. 425-433 (9 pages) (lire en ligne),
- (en-US) Jay R. Berry Jr., « Poetic Style in Amiri Baraka's Black Art », CLA Journal, Vol. 32, No. 2,‎ décembre 1988, p. 225-234 (10 pages) (lire en ligne),
- (en-US) « Amiri Baraka on "New Jack City" », Cinéaste, Vol. 18, No. 3,‎ 1991, p. 17 (1 page) (lire en ligne),
- (en-US) Mary Ellison, « Jazz in the Poetry of Amiri Baraka and Roy Fisher », The Yearbook of English Studies, Vol. 24,‎ 1994, p. 117-145 (29 pages) (lire en ligne),
- (en-US) Amri Baraka & Kalamu ya Salaam, « Amiri Baraka Analyzes How He Writes », African American Review, Vol. 37, No. 2/3,,‎ 2003, p. 211-236 (26 pages) (lire en ligne),
- (en-US) Nita N. Kumar, « The Logic of Retribution: Amiri Baraka's "Dutchman" », African American Review, Vol. 37, No. 2/3,‎ 2003, p. 271-279 (9 pages) (lire en ligne),
- (en-US) Meta DuEwa Jones, « Politics, Process & (Jazz) Performance: Amiri Baraka's "It's Nation Time" », African American Review, Vol. 37, No. 2/3,,‎ 2003, p. 245-252 (8 pages) (lire en ligne),
- (en-US) Piotr Gwiazda, « The Aesthetics of Politics/The Politics of Aesthetics: Amiri Baraka's "Somebody Blew up America" », Contemporary Literature, Vol. 45, No. 3,‎ 2004, p. 460-485 (26 pages) (lire en ligne),
- (en-US) Daniel Matlin, « "Lift up Yr Self!" Reinterpreting Amiri Baraka (LeRoi Jones), Black Power, and the Uplift Tradition », The Journal of American History, Vol. 93, No. 1,‎ juin 2006, p. 91-116 (26 pages) (lire en ligne),
- (en-US) Casey Heyman, « People's Poetics: Amiri Baraka, Hip-hop, and the Dialectical Struggle for a Popular Revolutionary Poetics », The Massachusetts Review, Vol. 50, No. 1/2,‎ 2009, p. 82-97 (16 pages) (lire en ligne),
- (en-US) Jennifer G. Brooks, « Amiri Baraka's Conversion to Leninist-Marxism as an Extension of the Black Arts Movement », CLA Journal, Vol. 53, No. 3,‎ mars 2010, p. 254-266 (13 pages) (lire en ligne),
- (en-US) Christopher Baker, « A Trip with the Strange Woman: Amiri Baraka's "Dutchman" and the Book of Proverbs », South Atlantic Review, Vol. 78, No. 3/4,‎ 2013, p. 110-128 (19 pages) (lire en ligne),
- (en-US) David Grundy, « Amiri Baraka 1934-2014 », Paideuma: Modern and Contemporary Poetry and Poetics, Vol. 41,‎ 2014, p. 282-287 (6 pages) (lire en ligne),
- (en-US) Haki R. Madhubuti, « Amiri Baraka (1934–2014): Missed Melody, Magic, and Revolutionary Song », Chicago Review, Vol. 58, No. 3/4,‎ 2014, p. 341-345 (5 pages) (lire en ligne),
- (en-US) Harmony Holiday, « On Amiri Baraka », Chicago Review, Vol. 59, No. 3,‎ 2015, p. 174-177 (4 pages) (lire en ligne),

#### Francophones
- Michel Fabre, « Les avatars d'Amiri Baraka, citoyen-dramaturge: un montage documentaire », Revue française d'études américaines, No. 10,‎ octobre 1980, p. 285-294 (10 pages) (lire en ligne),
- Amiri Baraka & William Taniféani, « Blues & Funk-lore Amiri Baraka », Présence Africaine, Nouvelle série, No. 156,‎ 1997, p. 235-241 (7 pages) (lire en ligne),